# Ptychobarbus conirostris
Ptychobarbus conirostris es una especie de peces de la familia de los Cyprinidae.

## Descripción
Los machos pueden llegar alcanzar los 30 cm de longitud total.

## Hábitat
Es un pez de agua dulce y de clima tropical.

## Distribución geográfica
Se encuentran en Asia: la India, el Pakistán, el Tíbet  y Afganistán